# Vsevolod Pudovkin
Vsevolod Illarionovich Pudovkin (em russo: Всеволод Илларионович Пудовкин; Penza, 16 de fevereiro de 1893 - Jūrmala, 30 de junho de 1953) foi um cineasta russo e soviético, que teve grande influência no desenvolvimento das teorias sobre montagem no cinema. Em contraste com as obras de seu contemporâneo Serguei Eisenstein, que em geral utilizava a montagem para glorificar o poder das massas, os filmes de Pudovkin se concentravam mais na coragem e resiliência dos indivíduos. Recebeu o título de Artista do Povo da URSS em 1948.  

## Filmografia como diretor
- 1953: O retorno de Vassily Bortnikov
- 1950: Zhukovsky
- 1949: Tri vstrechi
- 1947: Almirante Nakhimov
- 1943: Vo imya Rodiny
- 1942: Ubiytsy vykhodyat na dorogu
- 1941: Boyevoy kinosbornik 6 (episódio "Festa em Zhirmunka")
- 1941: General Suvorov
- 1940: Kino za XX let (documentário)
- 1939: Minin i Pozharskiy
- 1938: Pobeda
- 1933: Dezertir
- 1930: Prostoy sluchay
- 1928: Potomok Chingiskhana ("Tempestade sobre a Ásia")
- 1927: O fim de São Petersburgo
- 1926: Mekhanika golovnogo mozga (documentário)
- 1926: A Mãe
- 1925: Febre do xadrez (curta-metragem)
- 1921: Golod... golod... golod (documentário)